# 国道360号

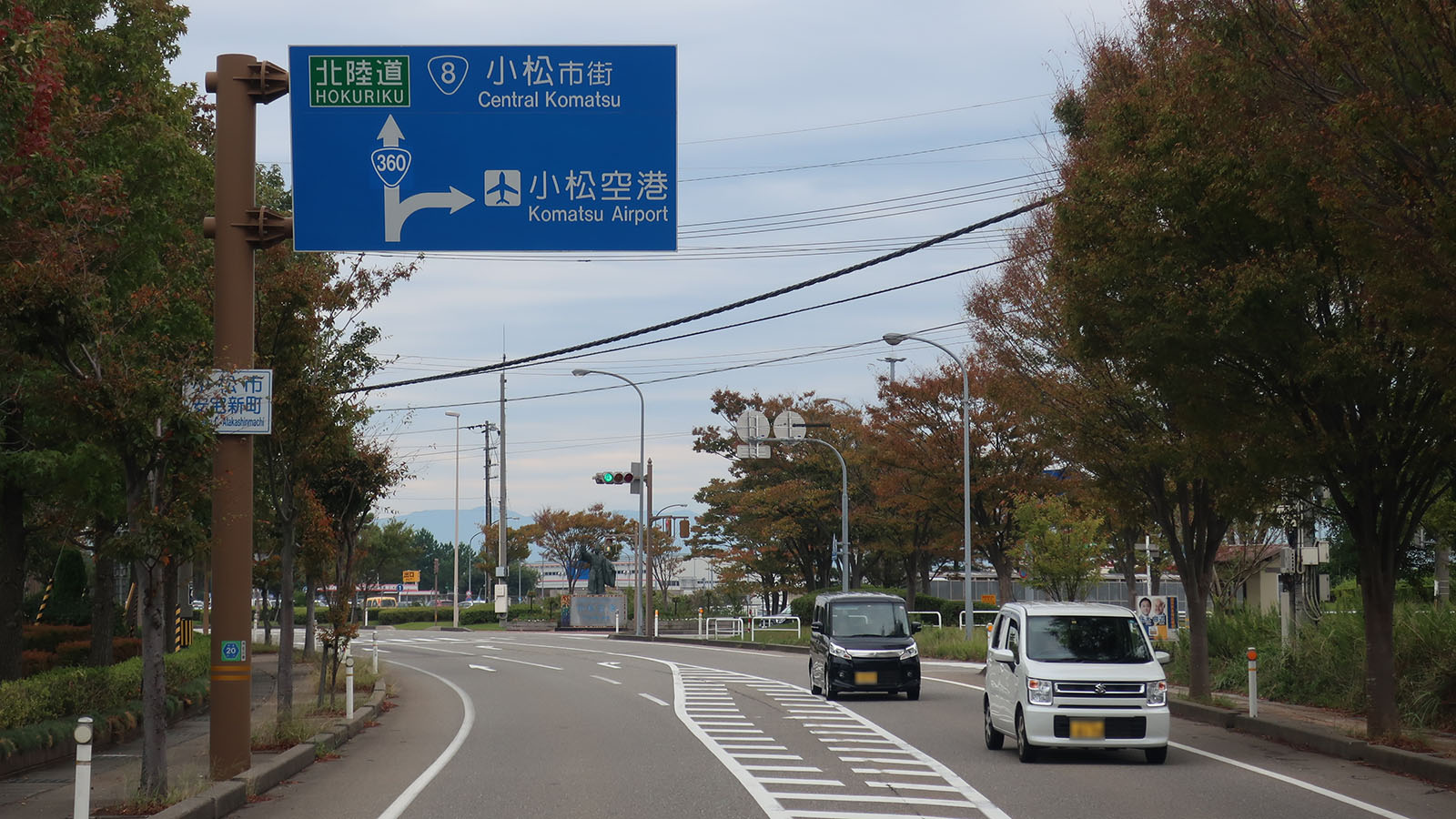
国道360号 終点
石川県小松市 空港西口交差点

国道360号（こくどう360ごう）は、富山県富山市から石川県小松市に至る一般国道である。

## 概要

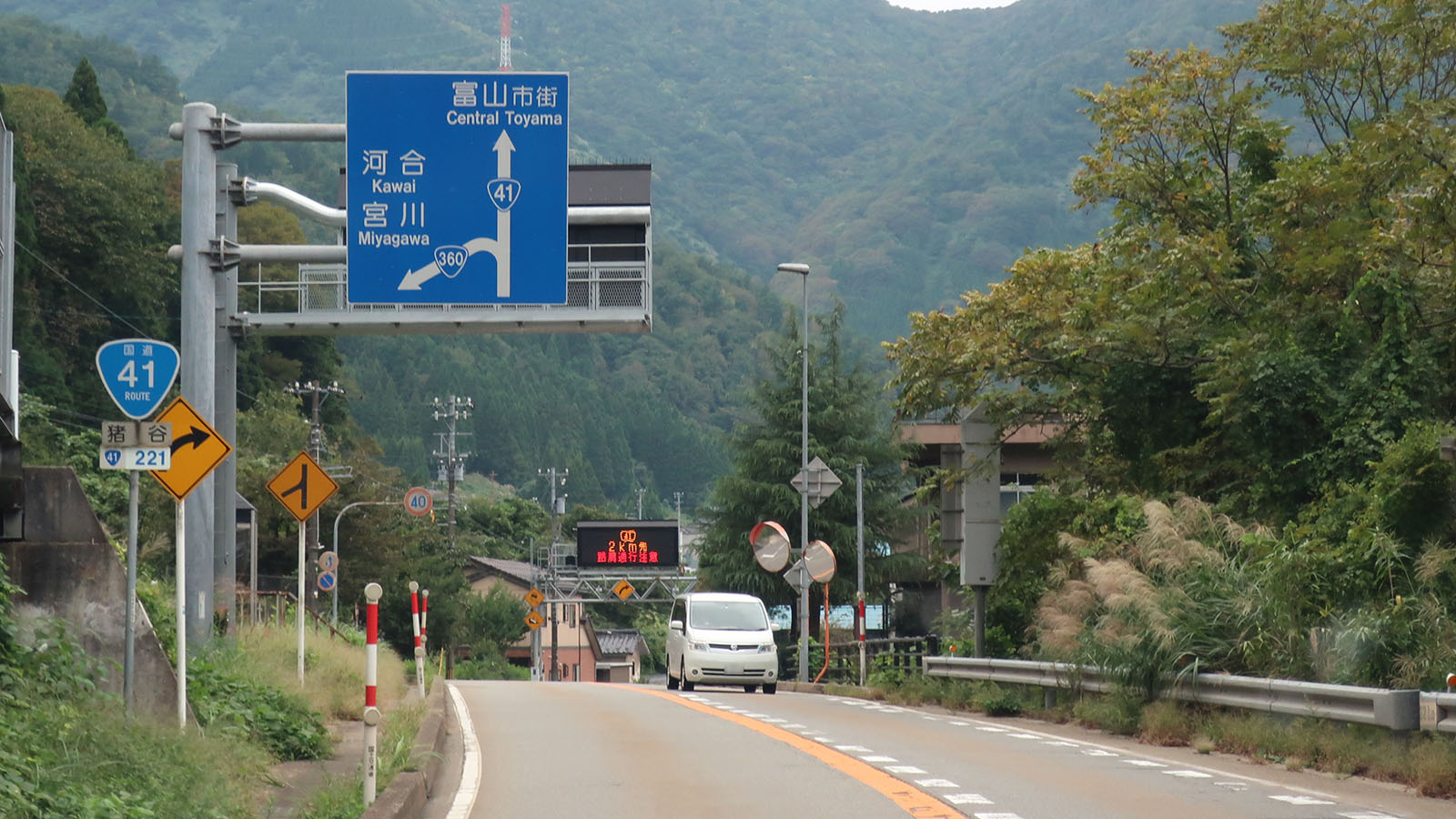
起点からの重複区間
国道41号との分岐
富山県富山市猪谷

起点の富山市本丸の城址公園前交差点から同市市猪谷までは、国道41号との重複区間となり、起点の富山市と終点の小松市を除いて、路線のほとんどは山間部を通る。岐阜県大野郡白川村から石川県白山市にかけて両県境をまたいだ分断区間があるが、事実上、有料林道の白山白川郷ホワイトロードが代替路になっていて岐阜・石川県境を越えることができる。
なお、終点の石川県小松市浮柳町の空港西口交差点は、石川県道20号小松加賀線との接続となり、他の一般国道とは接続していない終点交差点である。港国道以外で本州には他に国道424号終点の田辺市礫坂交差点がある。

### 路線データ
一般国道の路線を指定する政令に基づく起終点および重要な経過地は次のとおり。
- 起点：富山市（城址公園前交差点 = 国道41号上、富山県道44号富山高岡線起点）
- 終点：小松市（浮柳町、空港西口交差点 = 石川県道20号小松加賀線起点）
- 重要な経過地：富山県婦負郡細入村[注釈 2]、岐阜県吉城郡河合村[注釈 3]、同県大野村白川村[注釈 4]、石川県石川郡尾口村[注釈 5]、同郡吉野谷村[注釈 5]
- 総延長 : 114.3 km（富山県 31.3 km、石川県 30.6 km、岐阜県 52.5 km）重用延長を含む。[3][注釈 6]
- 重用延長 : 26.7 km（富山県 26.6 km、石川県 0.1 km、岐阜県 - km）[3][注釈 6]
- 未供用延長 : なし[3][注釈 6]
- 実延長 : 87.6 km（富山県 4.7 km、石川県 30.4 km、岐阜県 52.5 km）[3][注釈 6]
  - 現道 : 87.6 km（富山県 4.7 km、石川県 30.4 km、岐阜県 52.5 km）[3][注釈 6]
  - 旧道 : なし[3][注釈 6]
  - 新道 : なし[3][注釈 6]
- 指定区間：国道41号と重複する区間（富山県富山市・城址公園前交差点（起点） - 富山市猪谷）[4]

## 歴史
- 1974年（昭和49年）11月12日 - 一般国道360号（富山県富山市 - 岐阜県大野郡白川村）として指定公布。一般国道41号重複区間を除いた区間は以前、主要県道古川細入線（岐阜県道9号、富山県道25号）および、主要県道古川白川線（岐阜県道77号）として指定されていた[5][6]。
- 1975年（昭和50年）4月1日 - 正式に一般国道360号に昇格[5]。
- 1977年（昭和52年）
  - 2月28日 - 主要地方道古川細入線と主要地方道古川白川線が廃止。
  - 9月6日 - 砂蔵トンネル（延長207 m）開通[5]。
- 1993年（平成5年）4月1日 - 終点を石川県小松市まで延長。
- 2000年（平成12年）8月28日 - 細入バイパス（細入村（現・富山市）蟹寺 - 同加賀沢）および宮川細入道路I工区（細入村加賀沢 - 宮川村小豆沢（現・飛騨市宮川町小豆沢））計6.8 kmが開通。これにより県境区間の冬季閉鎖が解消[7][8]。
- 2005年（平成17年）
  - 4月8日 - 種蔵・打保バイパスの内、飛騨市宮川町種蔵 - 飛騨市宮川町巣之内間の約1.5 km（大瀬トンネル・文童子トンネル）開通。同日付けで旧道を除外[9][10]。
  - 4月26日 - 鮎飛トンネル貫通。
- 2008年（平成20年）
  - 2月29日 - 宮川細入道路II工区（飛騨市宮川町小豆沢 - 飛騨市宮川町祢宜ヶ沢上）開通[7]。
  - 4月1日 - 小松市立高校前交差点 - 空港西交差点（終点）の区間を国道360号に指定。従来の小松市立高校前交差点 - 沖町交差点（終点）は、石川県道25号金沢美川小松線に降格（2009年11月17日まで）。
- 2016年（平成28年）11月29日 - 種蔵・打保バイパスの内、飛騨市宮川村打保 - 飛騨市宮川村種蔵間（成手トンネル）開通。同日付けで旧道を除外[11]。
- 2022年（令和4年）8月9日 - 種蔵・打保バイパスの内、飛騨市宮川町塩屋 - 飛騨市宮川町打保間の約1.5 km（塩屋トンネル）開通[12][13]。

## 路線状況

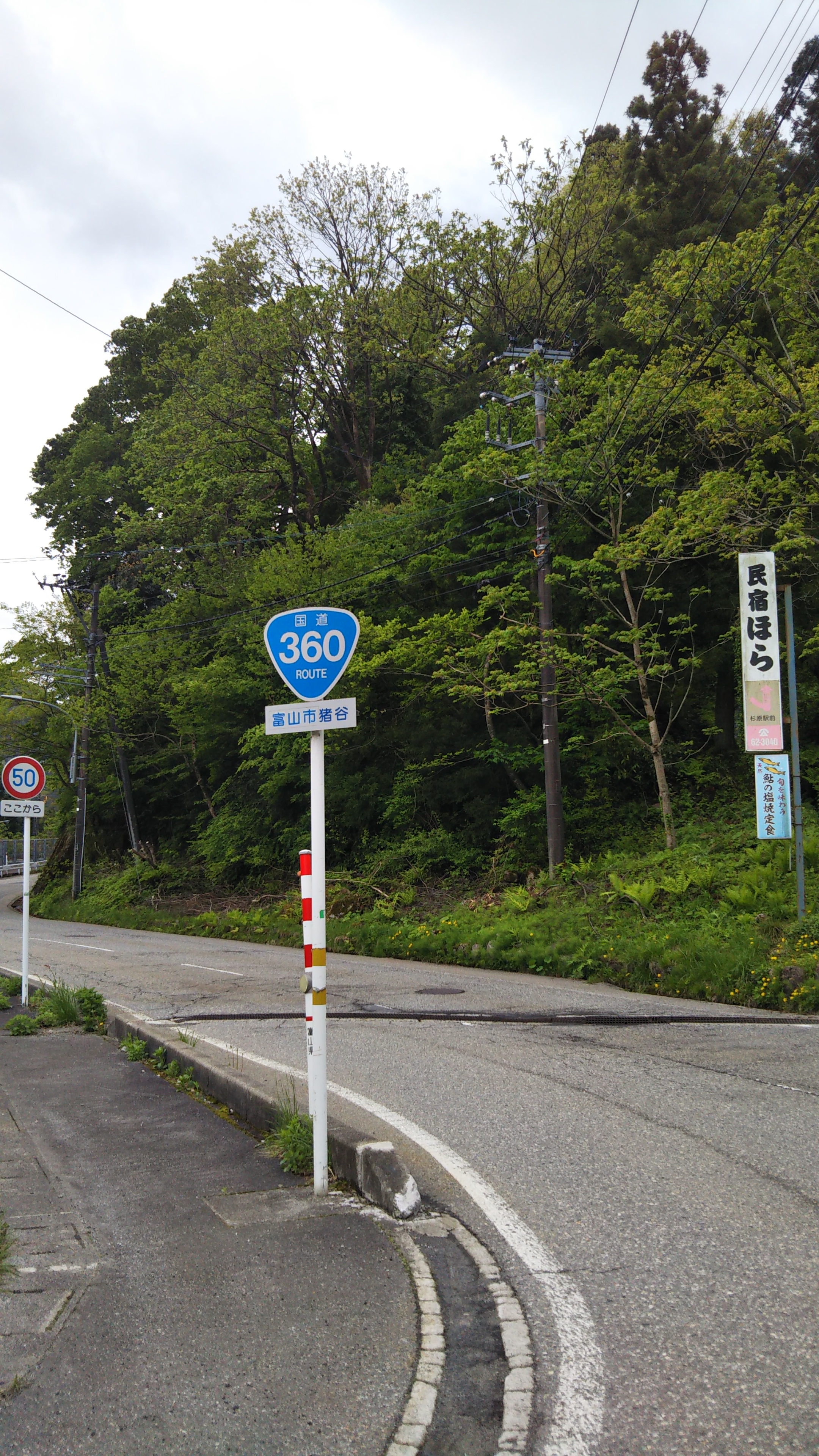
富山市猪谷より国道41号との重複区間から分岐して、単独区間となる。

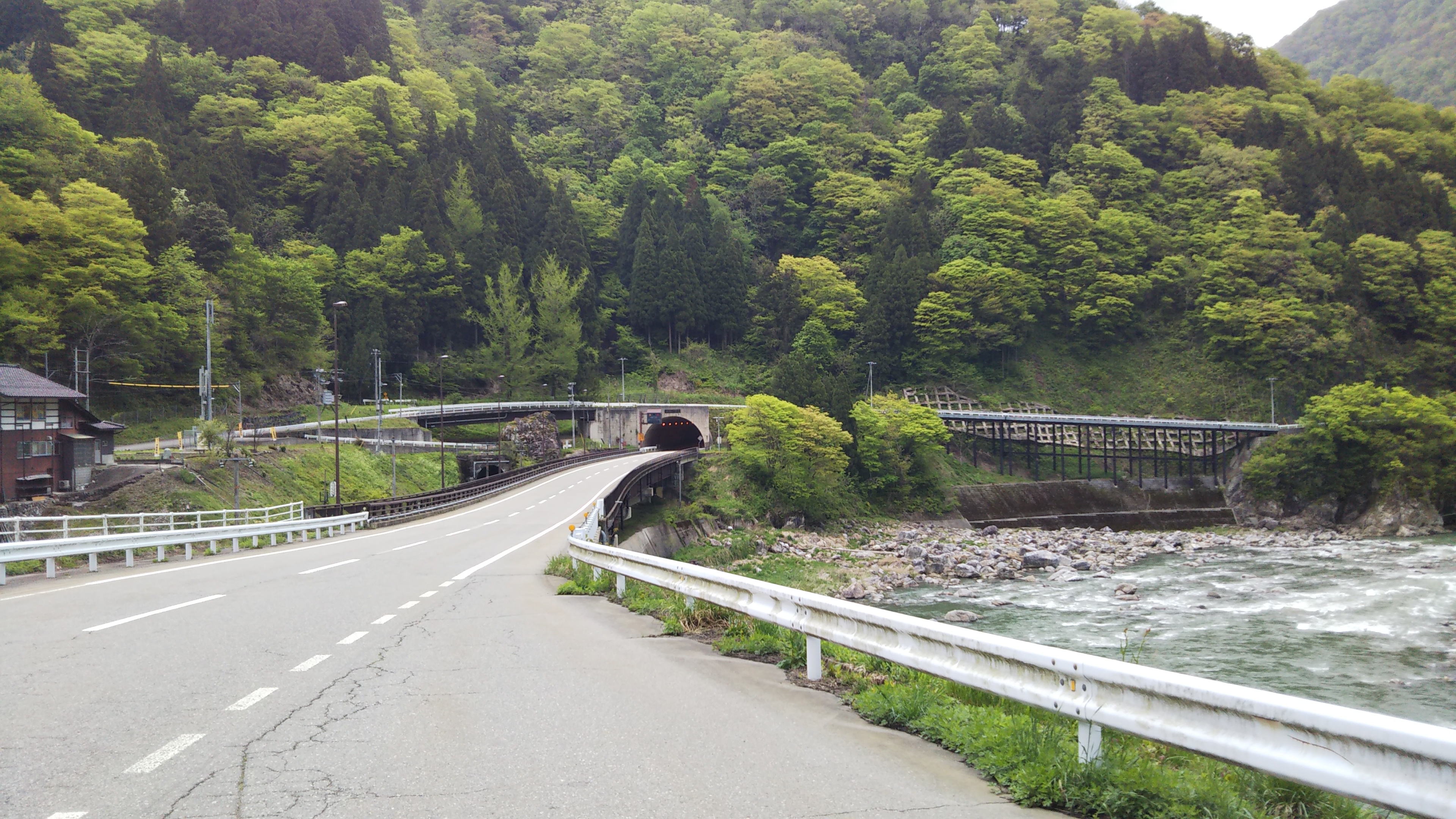
飛騨市宮川町域では、一部を除き宮川沿いに走る快走路が続く。

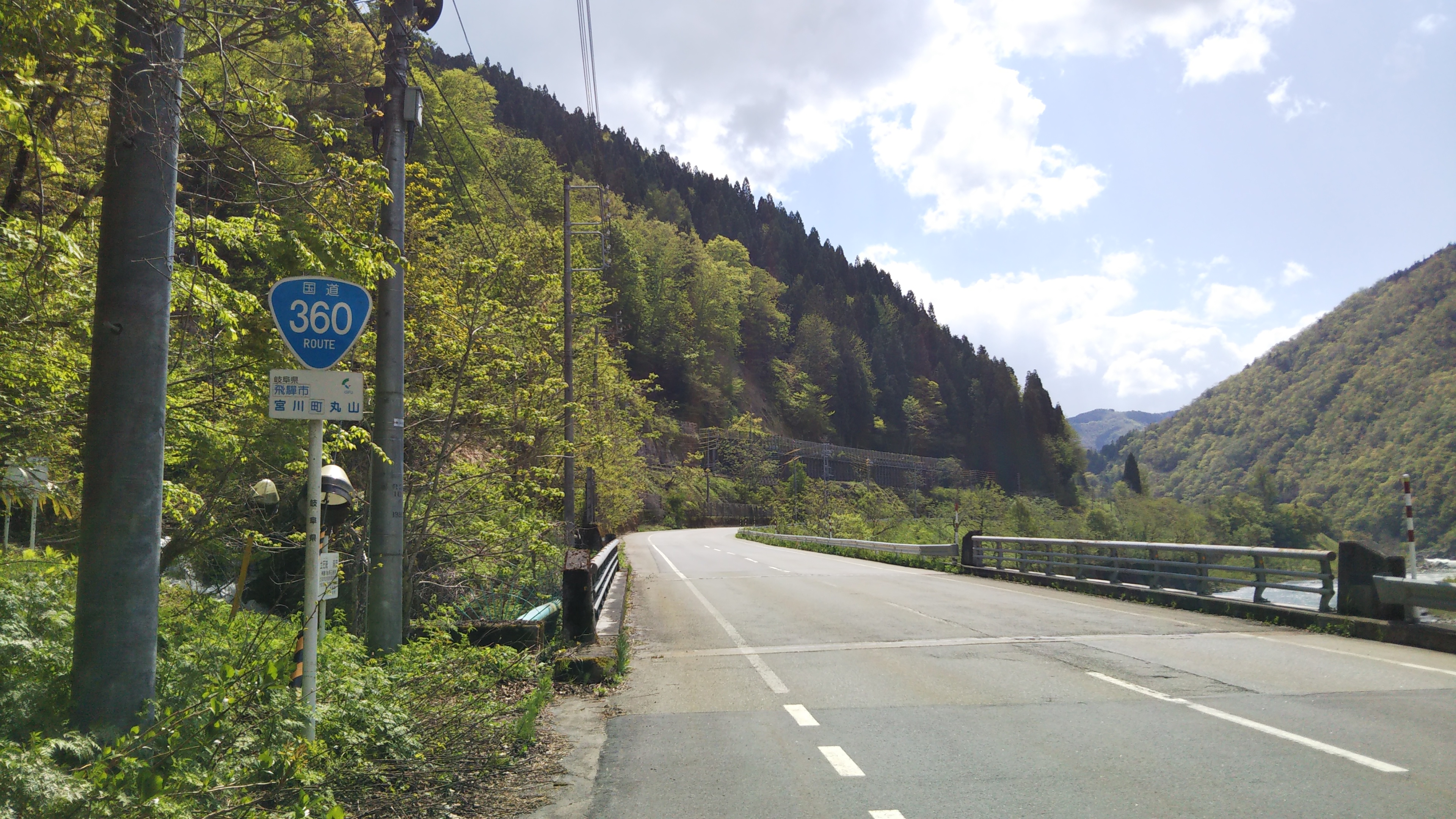
飛騨市宮川町丸山で。

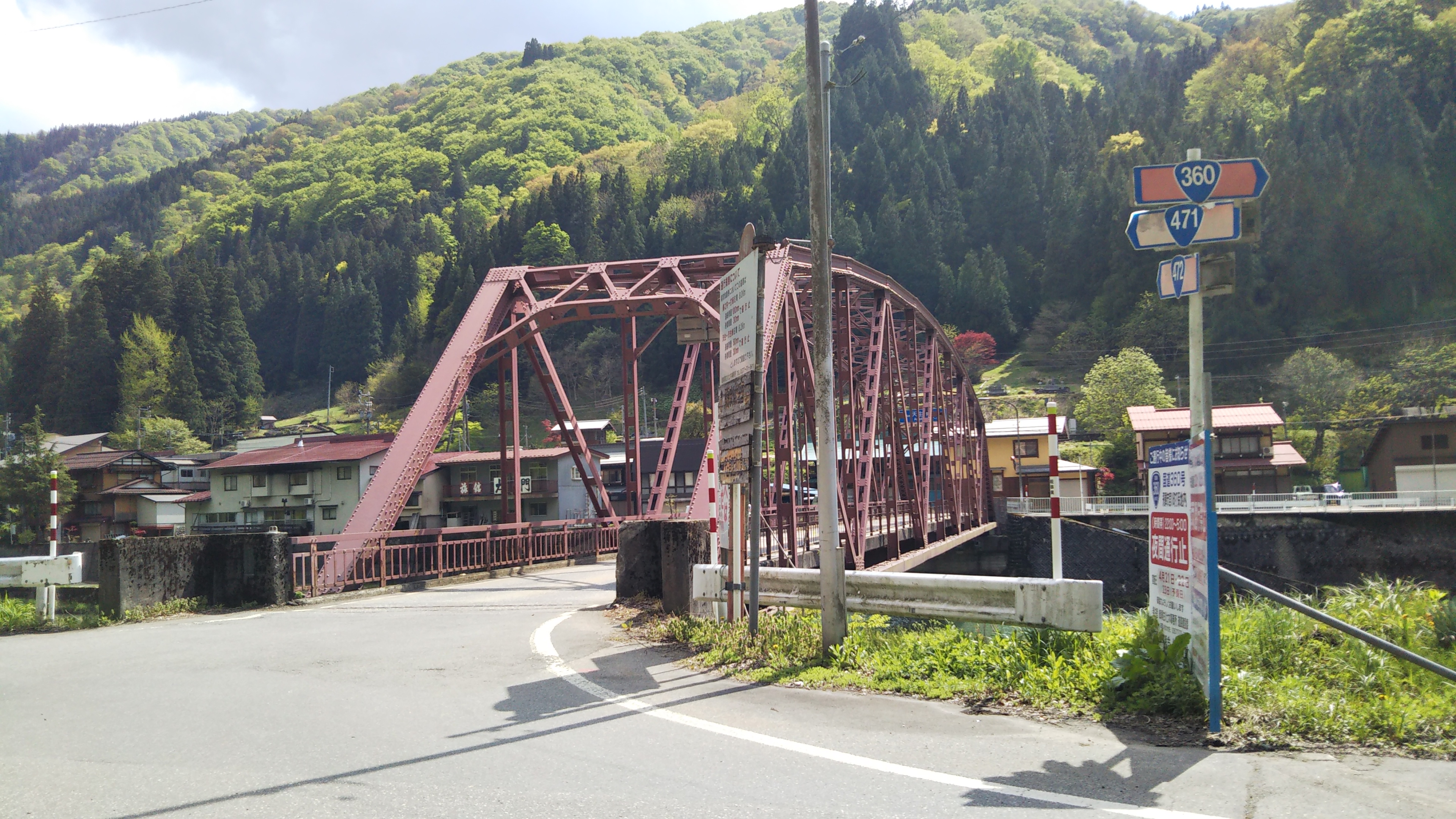
国道360号と471号・472号との重複区間となる河合橋（かわいはし）。

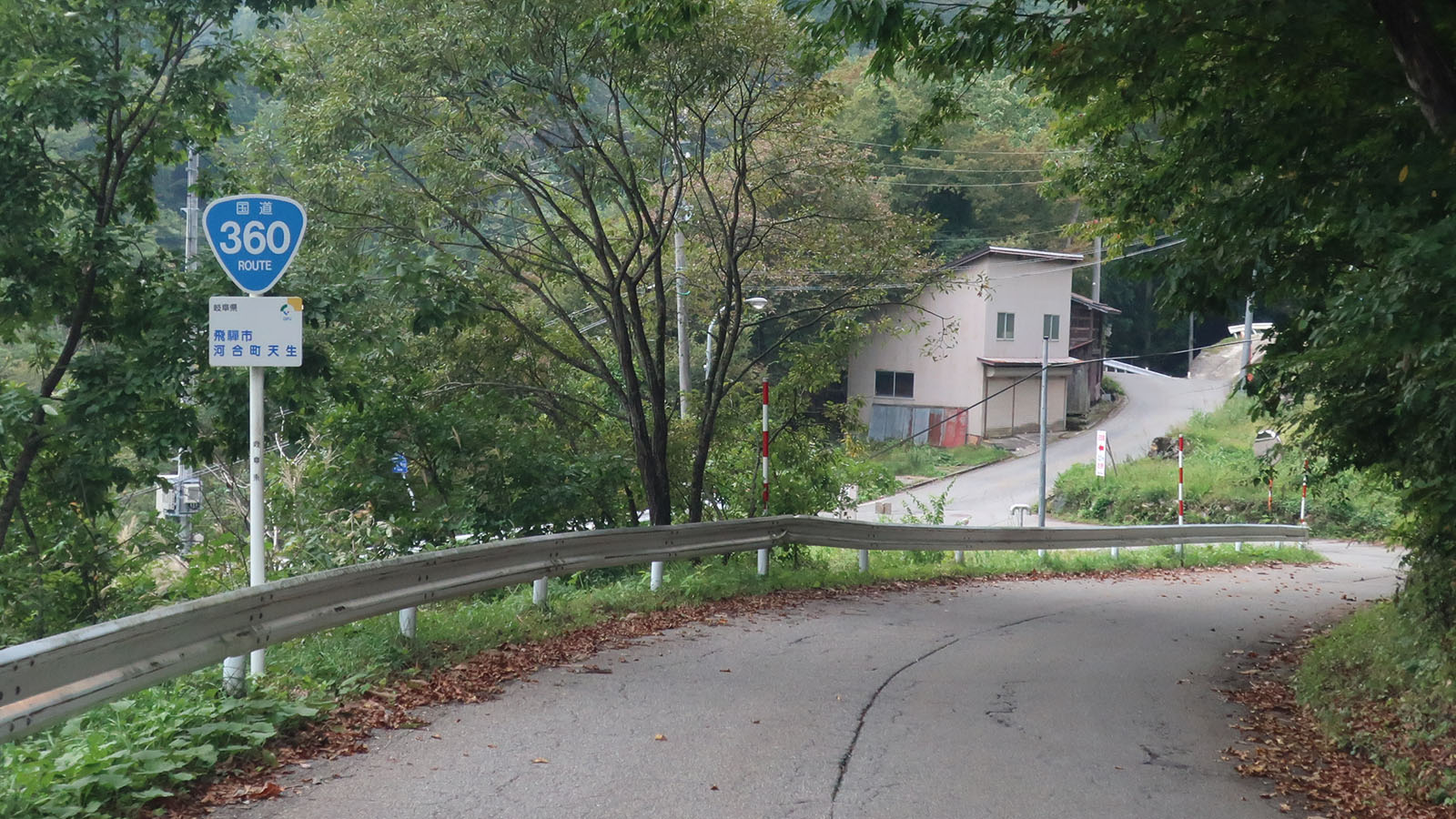
天生峠区間
岐阜県飛騨市河合町天生

岐阜県飛騨市から大野郡白川村を結ぶ天生峠（あもうとうげ）区間は、例年11月から翌年5月または6月まで冬季閉鎖が実施される。この区間では豪雪地帯で、雪解けとともに道路の破損箇所やガードレールなどの破損箇所の補修工事が行われるため、閉鎖期間がさらに延長されることが多い。そのため、1年のうちで実質2カ月間しか通行できないこともある。天生峠越えの区間はいわゆる「酷道」とよばれているところで、深いヘアピンカーブを繰り返しながら標高差を稼いでおり、飛騨市側の方が道路幅が狭くなる。天生峠の北側の区間は、崖に面した高所を走るためガードレールが設置されている。
道路の改築事業として富山県富山市から岐阜県飛騨市にかけて細入バイパス、宮川細入道路、種蔵・打保バイパス、丸山バイパスが建設され種蔵・打保バイパスの一部区間を除きすでに供用を開始している。種蔵・打保バイパスの未開通区間は岐阜県の財政状況が厳しいため、完成まで長期間を要する見込みである。これらの区間は猪谷 - 加賀沢間が富山県事業、加賀沢以西が建設省直轄事業として主要県道古川細入線時代の1972年（昭和47年）から事業を開始しているが、当初は現道を改良して対応する予定であったが、蟹寺 - 小豆沢間は地滑り地帯で拡幅工事が不可能であったため、1984年（昭和59年）に計画変更し、現在の様な橋とトンネルで通過するルートとして建設されることになった。

### 通称
- 越中西街道（飛騨市）
- 天生カツラ街道（白川村）

### バイパス
- 細入バイパス
- 宮川細入道路
- 種蔵・打保バイパス
- 丸山バイパス

### 重複区間
- 国道41号（富山県富山市・城址公園前交差点（起点） - 富山市猪谷）
- 国道471号、国道472号（岐阜県飛騨市宮川町落合 - 飛騨市河合町角川）
- 国道157号（石川県白山市瀬戸・瀬戸野交差点 - 白山市吉野・下吉野交差点）

### 不通区間
- 岐阜県大野郡白川村から石川県白山市にかけて国道未指定区間があり、形式上は未開通と言える。実際には白山白川郷ホワイトロードが両区間を結んでいるが、この区間は国道ではなく林道である。
- 岐阜県飛騨市と大野郡白川村の境にある天生峠（あもうとうげ）付近は冬期間は通行止めになる。

### 道路施設

#### 橋梁
- 加賀沢跨線橋（富山市、細入バイパス）
- 加賀沢橋（富山市 - 飛驒市、宮川細入道路、宮川）
- 飛越橋（飛驒市 - 富山市、宮川細入道路、宮川）
- 鮎飛橋（飛驒市、宮川細入道路、宮川）
- 新旭橋（飛驒市、宮川）
- 平成橋（飛驒市、宮川）
- 成手橋（飛驒市、種蔵・打保バイパス）
- 大瀬橋（飛驒市、種蔵・打保バイパス、宮川）
- 蛇渕橋（飛驒市、種蔵・打保バイパス、宮川）
- ヤソゼ橋（飛驒市、種蔵・打保バイパス、宮川）
- 宮川新大橋（飛驒市、丸山バイパス、宮川）
- 西忍橋（飛驒市、丸山バイパス、宮川）
- 河合橋（飛驒市、宮川）
- 暁橋（飛驒市、小鳥川）
- 黄門橋（白山市、手取川）
- 別宮大橋（白山市、大日川）
- 三坂隧道（白山市）
- 中ノ峠隧道（小松市）
- 軽海新橋（小松市、梯川）
- 浮柳新橋（小松市、前川）

#### トンネル
- 蟹寺トンネル（富山市）
- 越路トンネル（富山市、細入バイパス）
- 加賀澤トンネル（飛驒市、宮川細入道路、1999年12月14日貫通、全長482 m[18]）
- 飛越トンネル（富山市 - 飛驒市、宮川細入道路）
- 鮎飛トンネル（飛驒市、宮川細入道路）
- 巣納谷トンネル（飛驒市、宮川細入道路）
- 塩屋トンネル （飛驒市、種蔵・打保バイパス）
- 成手トンネル（飛驒市、種蔵・打保バイパス）
- 大瀬トンネル（飛驒市、種蔵・打保バイパス）
- 文童子トンネル（飛驒市、種蔵・打保バイパス）
- 高牧トンネル（飛驒市、丸山バイパス）
- 西忍トンネル（飛驒市、丸山バイパス）
- 岸奥トンネル（飛驒市）

#### 道の駅
- 富山県
  - 細入（富山市、国道41号重複区間内）
- 石川県
  - 一向一揆の里（白山市）
  - 瀬女（白山市）

## 地理

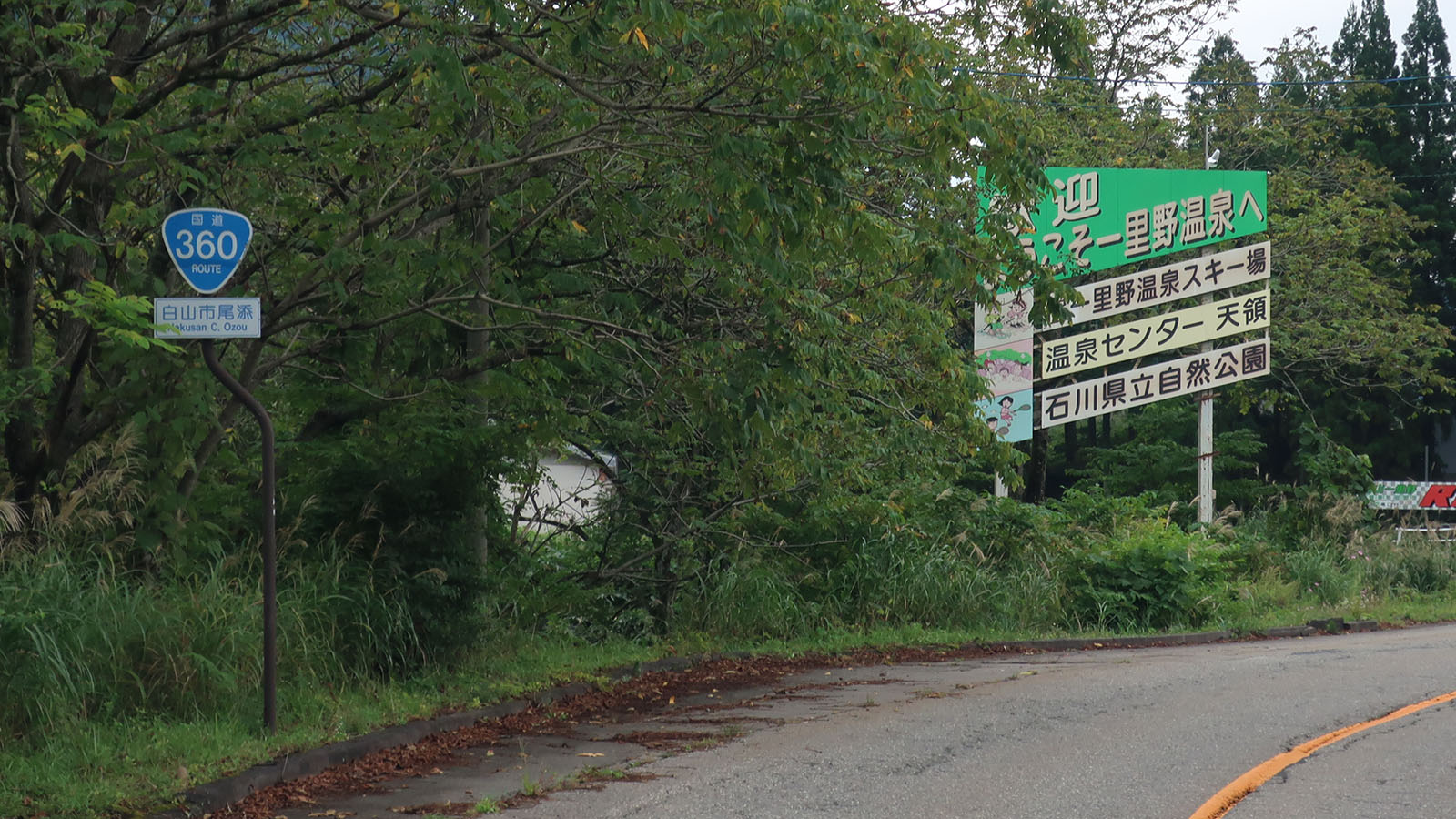
石川県白山市尾添
（2019年9月）

富山県から岐阜県にかけて、JR高山本線や神通川上流域の宮川に沿っている。沿線には、合掌造り集落で世界遺産（文化遺産）になっている白川郷がある。白川郷では賑わいを感じることができるが、起点・終点の平地部を除いて路線のほとんどは険しい山間部を通る。天生峠の冬季閉鎖区間内において、白川村側で「天生の中滝」を臨むことができる。

### 通過する自治体
- 富山県
  - 富山市
- 岐阜県
  - 飛騨市 - 大野郡白川村
- 石川県
  - 白山市 - 小松市

### 交差する道路

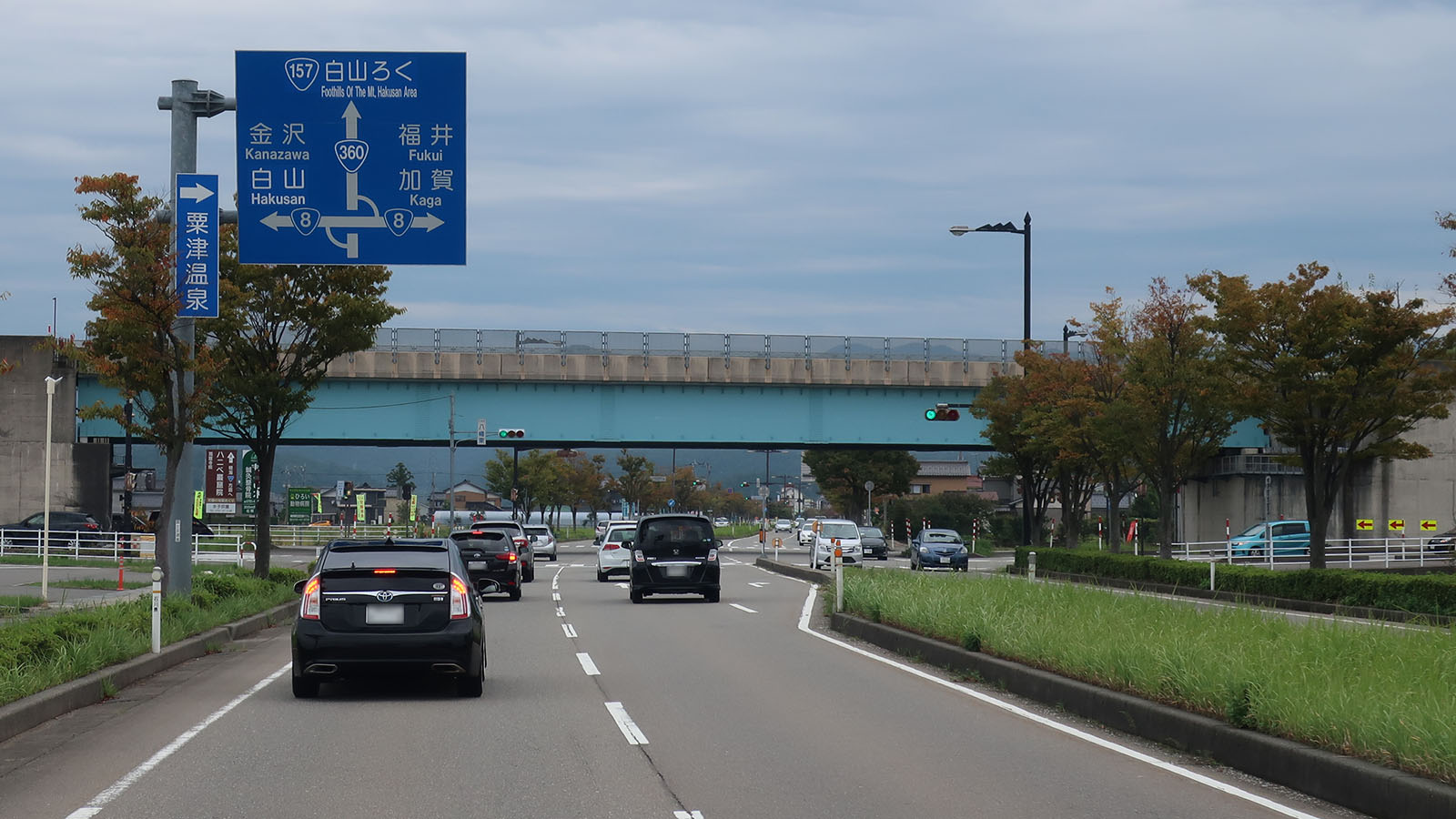
国道8号、小松バイパスとの交差
石川県小松市八幡

富山県
- 国道41号（富山市城址公園前交差点）
- 国道359号（富山市掛尾町交差点）
- E8 北陸自動車道 - 富山IC（富山市黒崎）
- 国道41号（富山市猪谷）

 岐阜県
- 国道471号、国道472号（飛騨市宮川町落合、同市河合町角川）
- 国道156号（大野郡白川村大字荻町）

石川県
- 白山白川郷ホワイトロード（白山市尾添）
- 国道157号（白山市瀬戸野交差点、下吉野交差点）
- 国道8号、小松バイパス（小松市八幡・八幡東交差点）
- 国道305号（小松市園町・園町交差点）